# Fabryka gilz Dzwon Hilarego Jeżewskiego w Warszawie
Fabryka gilz „Dzwon” Hilarego Jeżewskiego – budynek znajdujący się przy ulicy Grochowskiej 354 (przed zmianą numeracji w 1937 nr 1) w dzielnicy Praga-Południe w Warszawie.

## Opis

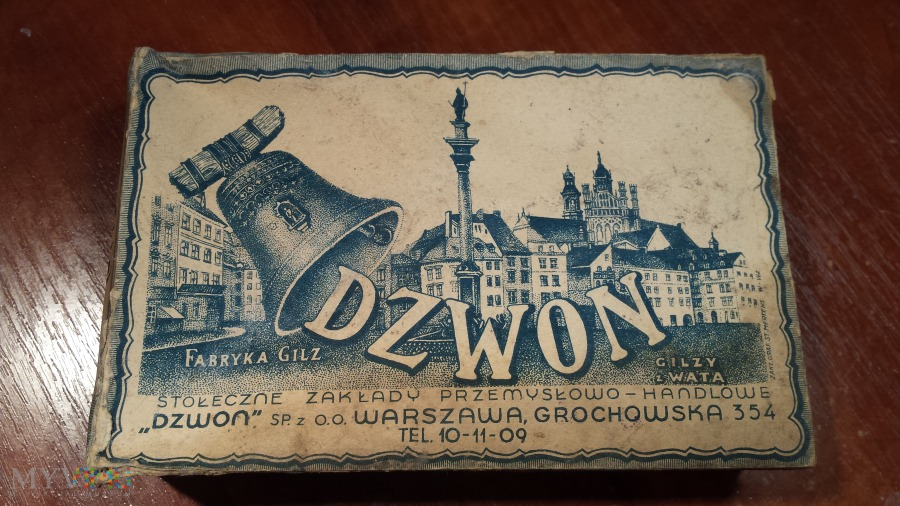
Gilzy produkowane w fabryce „Dzwon”

Budynek powstał w 1924. Zbudowany został specjalnie na potrzeby wytwórni. Zatrudnianych tam było 40 osób, które produkowały ok. 7 mln gilz papierosowych tygodniowo.
Jest to murowany dom o otynkowanych elewacjach, kryty papą. Stan zachowania dobry: ubytki tynków zewnętrznych i niekompletna stolarka pierwotna. Obiekt w 2006 roku wpisany do gminnej ewidencji zabytków pod numerem inwentarzowym 942.